# José María Lamamié de Clairac y de la Colina
Pour les articles homonymes, voir José María Lamamié de Clairac.
José María Lamamié de Clairac y de la Colina, né à Salamanque (Espagne) le 16 août 1887 et mort dans la même ville le 27 avril 1956, est un homme politique, avocat et propriétaire terrien. Actif dans le Parti intégriste, puis dans la Communion Traditionaliste, il fut un des fondateurs de l'Asociación Católica de Propagandistas (ACNdP) et député de la Seconde République espagnole.